# Balle (jonglerie)
Pour les articles homonymes, voir Balle.

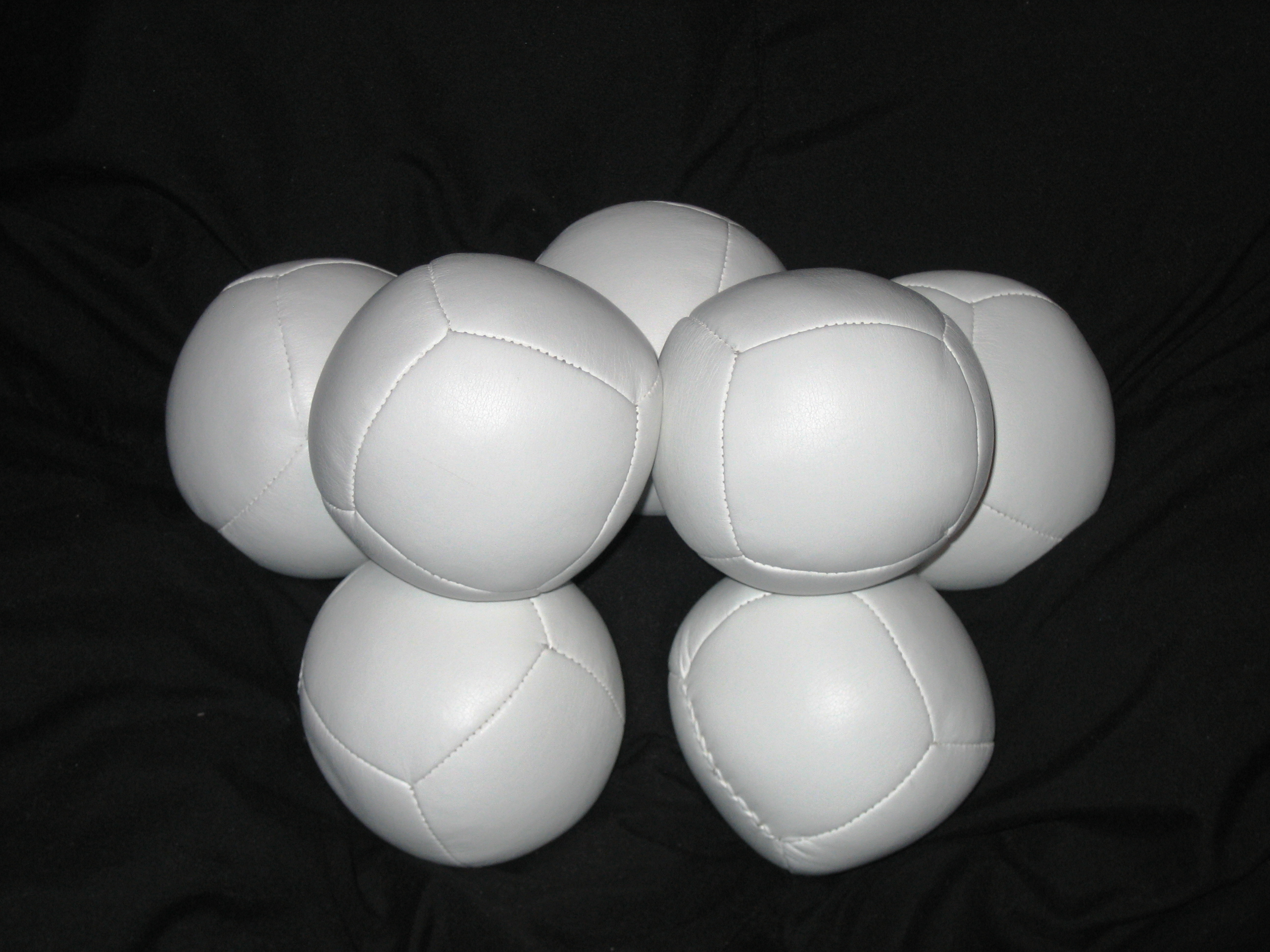
Lot de sept sacs à grains à six pans, imitation cuir blanc.

La balle est l’un des outils les plus utilisés par les jongleurs. La balle matérialise la symbolique du point mathématique, là où les massues seraient des lignes et les anneaux des plans.
Le terme décrit également la pratique, on dit d’un jongleur qu’il fait des balles pour dire qu’il jongle avec. On entend parfois le terme quelque peu péjoratif de « balleux » pour désigner ces jongleurs.
La jonglerie aux balles regroupe celle des ballons (plus gros) et des sacs à grains, ce qui montre que la forme de l’objet n’est pas toujours forcément parfaitement sphérique.

## Types de balle

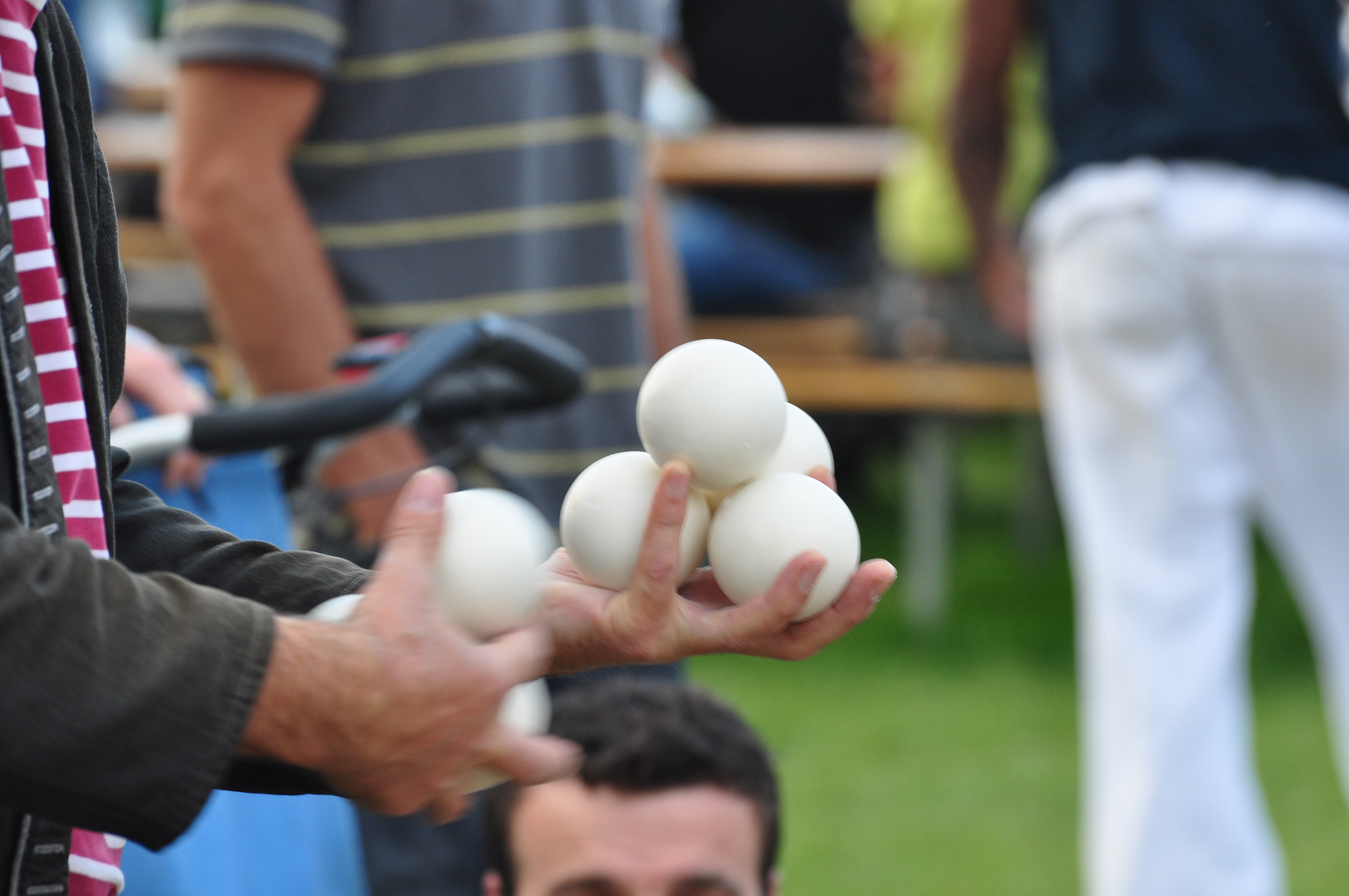
Utilisation de balles de scène.

Les balles se différencient selon les matériaux qui les constituent. Il en résulte un choix important de leurs caractéristiques : taille, poids, toucher, résistance et pour certaines facteur de rebond. Le diamètre peut aller de trois à une cinquantaine de centimètres, en général entre six et sept.

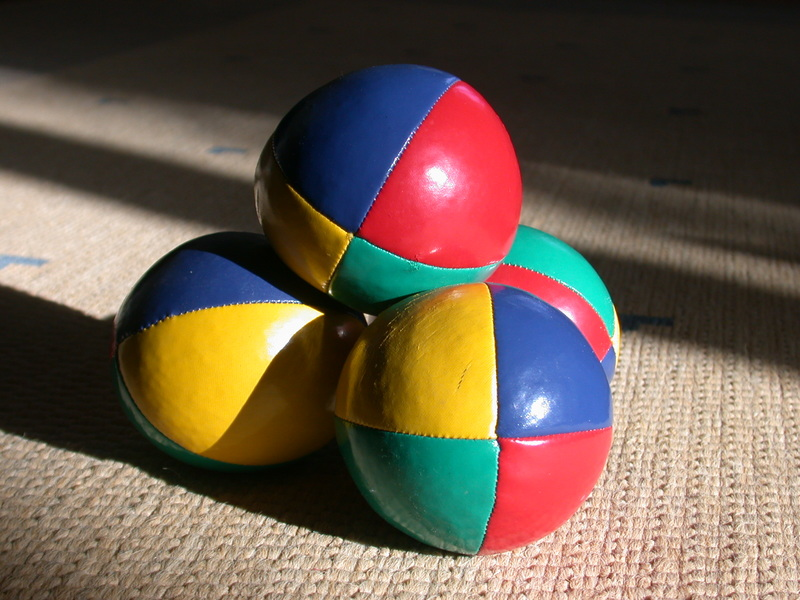
Sacs à grain en vinyle.

Pour les lancers aériens, on utilise généralement :
- des sacs à grains : en cuir ou en tissu, remplis de graines ou copeaux de plastique (remplis partiellement pour la jonglerie dans les nombres) ;
- des balles de scène : en plastique, non ou peu déformables, généralement vides, parfois partiellement lestées (balles dites « russes » dont le centre de gravité est plus bas que le centre de l'objet) ;
- des balles dites DX ou bien encore MMX : faisant la synthèse entre les balles de scène et les balles à grain, elles se déforment à l’impact mais restent sphériques lorsqu’elles sont jonglées.

En rebond :
- des balles en caoutchouc ou autres matériaux synthétiques : le rebond varie de 70 % à 90 % environ, elles ont l’avantage d’un coût assez modeste mais souffrent souvent d’une mauvaise résistance à l’usure et parfois d’un poids inadapté ;
- des balles en silicone : plus onéreuses, elles permettent un rebond d’environ 80 %, sont très résistantes à l’usure et à la salissure et sont souvent louées pour le caractère agréable de leur toucher « peau de pêche ».

En contact :
- des balles en polyméthacrylate de méthyle (plus connues sous le nom acryliques), parfois en métal (roulements à billes d’engins) ;
- des ballons en plastique souple pour la manipulation.

## Bref historique

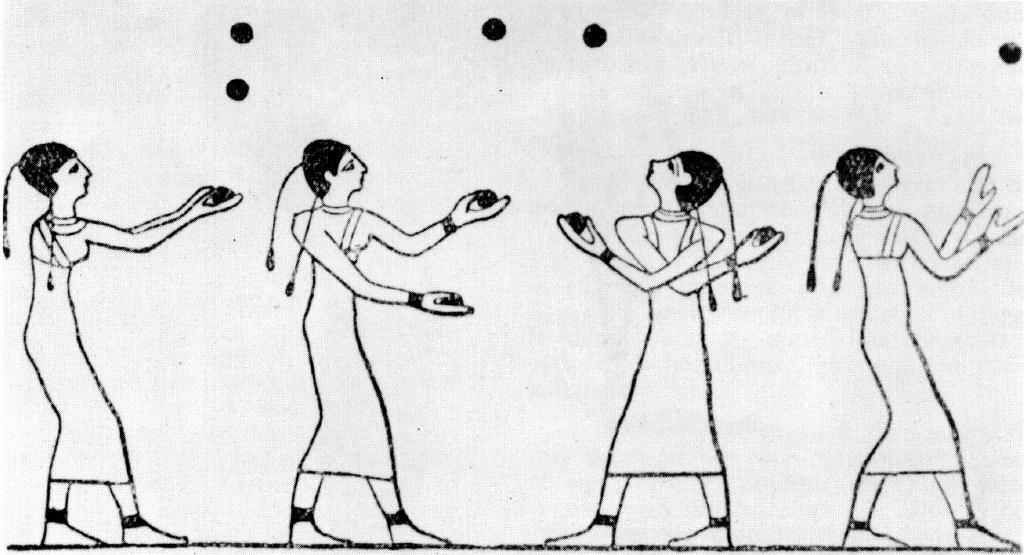
Jeu de balles dans l’Égypte ancienne.

L’utilisation de balle(s) est très ancienne à l’image du jeu de balle chez les Mayas, elle est utilisée dans beaucoup de jeux ou sports aujourd’hui pour faire des passes avec les membres du corps.
Avec les mains : on a retrouvé sur des tombeaux en Égypte des peintures de jongleurs lançant plusieurs balles (1794-1781 av. J.-C.).
Plus récemment, le footbag (ou hacky sack) : une forme de jonglerie avec les pieds descendant tout droit de la jonglerie en football.
La jonglerie de contact étend la notion de manipulation à une gestion des balles avec le corps tout entier.

## Jongleurs aux balles

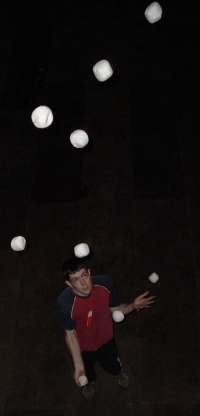
Peter Bone sous une cascade à neuf balles.

Liste non exhaustive des jongleurs dans les nombres qualifiant neuf balles et plus, le nombre de reprises est mis entre parenthèses :
- 9 balles : plus de deux cents personnes, dont Anthony Gatto étant le plus endurant avec un record 305 reprises ;
- 10 balles : une vingtaine de personnes, dont Anthony Gatto (15), Enrico Rastelli, Thomas Dietz, etc. (Record à quinze reprises pour le siteswap asynchrone a) ;
- 11 balles : Alex Barron (21), Peter Os (18), Jason Garfield (14), Chris Fowler (13), Alvaro Palominos (12), Mark Thomas (11), Sam Hartford (11), Bruce Tiemann alias Boppo (11) ;
- 12 balles : Alex Barron (17)[1], Ben Beever (12), Bruce Safarian (12) ;
- 13 balles : Alex Barron (15)[2], Peter Bone (13).
- 14 balles : Alex Barron (14)[3]